# Illex argentinus
Encornet rouge argentin
Espèce
Statut de conservation UICN

 LC  : Préoccupation mineure
Illex argentinus, l’Encornet rouge argentin, est une espèce de calmars de la famille des Ommastrephidae.

## Répartition et habitat
Ce calmar se rencontre en Argentine, au Brésil, aux Malouines et en Uruguay. C'est une espèce pélagique, qui vit entre 50 et 200 m de profondeur, parfois jusqu'à 800 m.

## Description
Ce calmar mesure jusqu'à 33 cm de long. 

## Illex argentinuset l'Homme
Cette espèce est comestible, et constitue l'espèce de calmars la plus pêchée au monde, avec un total estimé à 511 087 t en 2002, soit 23 % du total mondial de la pêche au calmar. 

## Classification
Le nom valide complet (avec auteur) de ce taxon est Illex argentinus (Castellanos (d), 1960).
L'espèce a été initialement classée dans le genre Ommastrephes sous le protonyme Ommastrephes argentinus Castellanos, 1960.
Ce taxon porte en français le nom vernaculaire ou normalisé suivant : Encornet rouge argentin.
Illex argentinus a pour synonyme :
- Ommastrephes argentinus Castellanos, 1960

### Publication originale
- (es) Z. J. A. de Castellanos, « Una nueva especie de calamar Argentino, Ommastrephes argentinus sp. nov. (Mollusca, Cephalopoda) », Neotrópica, Argentine, vol. 6, no 20,‎ 1960, p. 55-58 (ISSN 0548-1686).